# A pécsi sport története
Pécs város sporttörténete mintegy 150 évre nyúlik vissza. Nemzetközi méretekben alig mutatkoztak látványos eredmények Pécs sportéletében, de megvan minden, amit egy közösségnek az egészség, a mozgás és szépség, a becsületes versenyzés keretei között megadhatott. Bizonyára megvoltak ezek a keretek korábban is, hiszen vannak adatok arról, hogy ifjoncok célba lőttek íjaikkal, vagy, hogy labdáztak és korcsolyáztak a várkertben. De mint a szabadidőt kitöltő, csoportos programokra is alkalmas tevékenység, csak a 19. században jelent meg a sport a város életében. Nemzetközileg ismert pécsi sportolónak számít a labdarúgók közül Gera Zoltán és Dárdai Pál, valamint az úszók közül Jakabos Zsuzsanna és Hosszú Katinka. Pécs egyetlen, nemzetközileg jelentős csapata a Mizo Pécs 2010 női kosárlabda csapat. Pécs első olimpiai aranyérmese Tass Olga tornász (1956). A legtöbb olimpiai aranyéremmel büszkélkedő pécsi születésű magyar sportoló Hosszú Katinka, aki a 2016-os Riói olimpián három arany érmet nyert.

## A kiegyezéstől az I. világháborúig

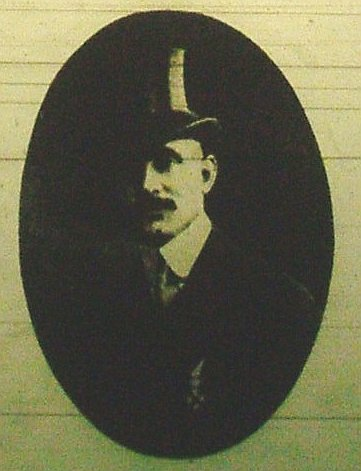
Lauber Dezső, a Magyar Olimpiai Bizottság titkára

A kiegyezés után igen intenzívvé vált a helyi sportélet, mely ekkor vette fel a rá jellemző mai formákat. A negyvenes évek Torna és Tűzoltó Egyletének tevékenysége után 1870-ben a Tűzoltóság már Tornacsarnok kialakítására tett indítványt, ami aztán 1873-ban fel is épült. Ma is áll – bár más funkciója van – a Dischka Győző utcában. A versenyeket azonban a szabadban, a Tettyén tartották a leggyakrabban.
Az uszodákban is megjelentek a sportolni és versenyezni vágyó fiatalok. 1867-ben megalakult a Pécsi Lövészegylet és a Pécsi Testgyakorló Intézet. A legtöbb sportágat az 1887-ben megalakult Pécsi Athlétikai Club fogta össze. Vívói, kerékpárosai, tornászai használták többnyire a sportcsarnokot. Az 1900-as országos atlétikai bajnokságra már a pécsi női sportolók is jelentkeztek. Pécsett tartották az Athleticai Klub rendezésében.
1892-ben önálló Kerékpáregylet alakult Pécsett, mely rövidesen az ország legjobb kerékpár egyesületévé küzdötte fel magát. Sportolói országos bajnokok voltak, az egylet versenyei országos jelentőségűek voltak, számottevő nemzetközi hírnevet is szereztek maguknak. Elnöke hosszú ideig Zsolnay Vilmos volt. 1892-ben Littke Lőrinc legyőzte Bécs és Berlin bajnokát Franz Geigert. Az új sörgyár közelében új versenypályát is építettek. A kerékpározás népszerűségét növelte az 1896-ban megindult Kerékpár Sport című szaklap is. A korszak legünnepeltebb sportolója Lauber Dezső volt, aki például az Országos Kerékpáros Szövetség 1898-as szeptemberi, pécsi versenyén megnyerte a 3000, az 1000, 10 000 méteres versenyeket. Később Lauber labdarúgó lett, majd sportvezető.
1900-tól fellángolt a labdarúgás iránti érdeklődés. Lauber Dezső 1903-ban a Nemzeti Olimpiai Bizottság jegyzője, nem sokkal később titkára lett, aki 1906 szeptemberében a Pécsi Nemzeti Színházban beszámolót tartott az athéni olimpiáról. A pécsi Ipari Kiállítás alkalmából olimpikonokat felvonultató teniszversenyt is hirdettek. A pécsi hölgytornászok 1908-ban részt vettek egy jótékony célú budapesti bemutatón, melynek bevételét a londoni olimpia támogatására kívánták felhasználni. 1911-ben a PAC ellenfeleként Pécsett játszott a Ferencváros csapata, győzött is 11:O-ra, igaz a Fradiban több válogatott játékos is volt: Rumbold Gyula, Schlosser Imre és mások. Labdarúgócsapata volt már 1912-ben a Pécsi Vasmunkások Testgyakorló Körének.

## A két világháború között

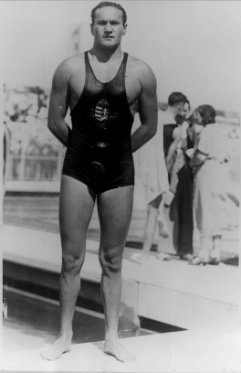
Abay Nemes Oszkár az első pécsi olimpiai érem megszerzője

1915 után egy ideig nemigen jelentek meg sporthírek az újságokban. Halálhírek sokkal inkább. Meghalt a háborúban többek között Győri Nagy László labdarúgó kapus és vívó, Markos Ernő gólrekorder, Krasznay Miklós teniszező, Auguszt Lajos vívó, Hauler László vívó és sportlövő. A szerb megszállás alatt, ha volt is sportélet, az lényegében megszakadt az anyaországéval. A visszacsatolás után, 1921-ben, Horthy Miklós kormányzó Pécsre látogatott. Tiszteletére a pécsi egyesületek sportünnepélyt szerveztek.
Közben nagy készülődés volt Pécsett is az 1928-as amsterdami olimpiára. Bárány István úszó, országos csúcs közelében lévő eredménnyel érdemelte ki az olimpikon címet és Ludwig Győző, a Pécsi Sport Club hosszútávfutója lett az egyetlen atléta, akit ebből a városból beválogattak az olimpiára. 1929 júniusában a PAC országos úszóversenyén Bárány István joghallgató 400 méteres gyorsúszásban 5:17,6-del, új országos csúccsal győzött, ugyanitt a 100 méteres gyorsúszásban Abay Nemes Oszkár a második lett. Hátszeghy (Hatz) Ottó, a PAC vívója, a nápolyi vívó EB-n a tőrcsapat tagjaként nyert bronzérmet. 1930 júniusában Szabó József, a PAC atlétája egy országos versenyen 731 cm-t ugrott távolba, s ugyancsak ez év októberében először tartottak bemutatót Pécsett szabadfogású birkózásból. Ugyanekkor a budapesti Gépszergyár 31:21-re legyőzte a PAC-ot birkózásban, igaz, a pesti csapatban Európa és olimpiai bajnokok is szerepeltek. Lauber Dezső ekkor éppen golfozott, és Magyarország örökös golfbajnoka lett. 1931-ben Hátszeghy Ottó nyerte az országos párbajtőr versenyt, Bódosi Mihály 191 cm-t ért el magasugrásban.
1932 áprilisában labdarúgó olimpiászt rendeztek Pécsett. A Délvidéki Egyetemi és Főiskolai Hallgatók Egyesülete elhatározta, hogy a PEAC-PAC pályán propaganda bemutató mérkőzést rendez a magyar labdarúgócsapat következő olimpiai kiküldetésének előkészítése érdekében. Júniusban az egész olimpiai tornászcsapat bemutatkozott Pécsett a Nemzeti Színházban, Pelle István világbajnokkal az élen. Pelle, a kétszeres olimpiai bajnok és kétszeres ezüstérmes 1933-ban átigazolt a PEAC-ba. Gróf Ödön, az első megnyert szigetvári verseny után, sorban döntötte az úszócsúcsokat, Európa bajnokságot is nyert. Júniusban Bódosi Mihály magasugrásban 194 cm-es eredménnyel megnyerte a főiskolás világbajnokságot. 1935-ben több kiváló pécsi atléta, úszó és labdarúgó is bekerült az olimpiai keretbe, ugyanakkor meglehetősen nagy felzúdulást keltett, hogy az 1936-os berlini olimpia miatt hamarabb befejeződött a labdarúgó bajnokság, így a közönség izgalmas mérkőzésektől, a klubok komoly bevételektől estek el Pécsett is. Az olimpiai labdarúgócsapatban Simon János kapus (PEAC) és Bérczes András (PVSK), Krivicz Gyula (DVAC) kapott helyet. Az olimpián a magyaroknak aztán a 4×200 méteres gyorsúszó váltóban szerepelt két pécsi úszóval a harmadik helyet sikerült  megszerezni. Abay Nemes Oszkár és Gróf Ödön a berlini olimpián, a 4×200-as gyorsváltó tagjaként szerezte az első olimpiai érmeket Pécsnek.
A PAC és PEAC a Nemzeti Színházban két nagyszabású tornabemutatót tartott 1942-ben és ezzel valójában a város határain túl is emlékezetes sportesemények korszaka lejárt, a háború előszele, a sorozások, a munkanélküliség igen megviselték az eddig oly aktív pécsi sportéletet.

## A kommunizmus idején
1945-ben, a háború után gyorsan felélénkülő sportélet első jele volt, hogy dr. Mező Ferenc a Nemzeti Sportbizottság elnöke járt Pécsett és a sport fontosságáról tartott előadást. 1946-ban rendezték a Pécsi Diákolimpiát, amelyen majdnem minden sportág részt vett. Novemberben rendezték Magyarország legjobb női tornászainak részvételével a Budapest–Pécs–Debrecen viadalt. Az 1948-as londoni olimpiára az atléták közül bekerültek a keretbe: Solymosi Egon, Baranyai József, Horváth Vilmos (PVSK), Szepesvári Tessza (PEAC) és Tölgyes Magda (PVSK), ifj. Goda Gyula kosárlabdázó, Hauk Pál ökölvívó, valamint a tornász Tass Olga és Várkői Ferenc. A kosárlabdasport indulásáról tudósít az a hír, hogy a PVSK és a MAFC NBI-es csapatának decemberi mérkőzését igen nagy érdeklődés kísérte.
A sportolók egyre több békegyűlésen jelentek meg, egyre több előadást kellett hallgatni és tartani a magyar sport fejlődéséről és fejlettségéről, az MHK (Munkára, harcra kész) jelvények viselését igen jó néven vették. 1952 februárjában Pécsett rendezték az országos szabadfogású birkózó bajnokságot, majd márciusban szovjet és magyar tornászok tartottak telt ház előtt bemutatót a Nemzeti Színházban. A helsinki olimpián szereplő magyar csapat augusztus elsején a következő táviratot kapta: "Mi, a pécsbányatelepi fejtési sportbrigád tagjai meleg szeretettel üdvözlünk benneteket. Örömmel értesültünk eddigi szép eredményeitekről. Ahogy Ti megteszitek a kötelességeteket, úgy mi is ígérjük, hogy jelenlegi 112%-os teljesítményünket 150%-ra emeljük. Nektek pedig a további szép eredmények eléréséhez kívánunk jó szerencsét. A pécsbányatelepi fejtési sportbrigád tagjai nevében: Sudár Ferenc Kossuth díjas, sztahanovista vájár".
A pécsi kerékpárosokat kiváló eredményeik ellenére sem vették figyelembe a válogatott csapatok kialakításánál. A labdarúgók közül is csak Dunai János jutott ki a római olimpiára, pedig a Pécsi Dózsa ekkor igen jó csapat volt. Az 1964-es tokiói olimpiára Pécsről hárman utazhattak: Tolnai Márta tornász és edzője Horváth Leona, valamint Dunai II Antal labdarúgó. Ők lettek az év legjobb pécsi sportolói. Az 1968-as mexikói olimpiára ugyancsak hárman utazhattak el: Tolnai Márta, Honti Róbert és Lovász Lázár atléták. Lovász azután kalapácsvetésben 69,78-dal bronzérmes lett. Közben Pécsett megrendezték a Labdarúgó Olimpiai Kupa döntőjét, melyen a Pécsi Dózsa 3:1 arányban győzött a Szombathely ellen. Mindezek ellenére, a vidéki sportélet egyre nagyobb nehézségekkel küzdött, lehetőségeik nem voltak a fővárosi klubokéhoz hasonlóak, úgy, hogy a müncheni olimpiára már teljesen reménytelenül gondolhattak a helyi sportolók és ez a helyzet a montreálival kapcsolatban sem változott meg gyökeresen. Lényegében ekkortájt fogalmazódik át lassan és alig észrevehetően minden, ami korábban a tömeg- és amatőrsporttal, annak hasznával, támogatásának formáival volt kapcsolatos, így, ami e korszak után következik a nyolcvanas és kilencvenes években, az inkább a jövőhöz, mint a múlthoz tartozik.

## Napjainkban

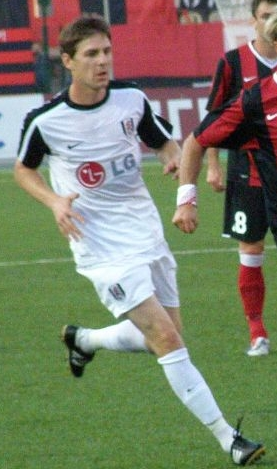
Gera Zoltán

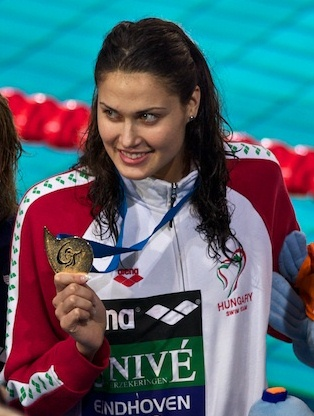
Jakabos a 400 méteres vegyesúszás eredményhirdetése után az eindhoveni 2010-es rövid pályás úszó-Európa-bajnokságon

A mai pécsi sportolók közül a legismertebbek a női kosárlabdázók (Mizo Pécs), Rátgéber László edző valamint a válogatott labdarúgók Gera Zoltán és Dárdai Pál.
Knoch Viktor a 2006. évi téli olimpiai játékokon hatalmas meglepetésre a rövidpályás gyorskorcsolyázók 1500 méteres számában a döntőbe jutott és végül az 5. helyen végzett. Ezzel 26 év óta a legjobb magyar eredményt érte el a téli olimpiák történetében.
Úszásban igazi sikereket ért el Hosszú Katinka a 2009-es római világbajnokságon, ahol 400 m vegyesen 4:30,31 perces idővel világbajnokság- és Európa-csúcsot úszva aranyérmet nyert. Ezen felül 200 méteres vegyesúszó számban és 200 m pillangón bronzérmes helyezést ért el. 2010. március 15-én  kimagaslóan eredményes sportpályafutása elismeréseként a Magyar Köztársasági Érdemrend lovagkeresztje kitüntetésben részesült.
A 2010-es úszó-Európa-bajnokságon Budapesten 400 méteres vegyesúszásban ezüstérmes, majd a rövidebb távon 200 méteren Európa-bajnok lett. A női 4×200-as gyorsváltó tagjaként is aranyérmet nyert, valamint 200 méteres pillangóúszásban is nyert, Jakabos Zsuzsanna előtt.
2009-ben a magyarországi szövetségek döntése szerint búvársportban Pusztai Máté (Piranha Vízihoki Egyesület, Pécs, víz alatti hoki) első helyen, illetve gyorskorcsolyázásban Knoch Viktor (PKSE) a második helyen végzett.
A 2012. évi nyári olimpiai játékokon a magyar csapat egyik fogadalom tevője (Kásás Tamás mellett) Jakabos Zsuzsanna volt. Pécsiek az olimpián érmet nem szereztek, ám a kézilabdázó Putics Barna és az úszó Hosszú Katinka (400m vegyesúszásban) 4. helyen végzett. Pontot szerzett még 6. helyével női sportpisztolyban Csonka Zsófia is. Financsek Gábor a vegyes váltó tartaléktagja volt, Jakabos Zsuzsanna 200m pillangóban a 7. helyen végzett, Hosszú Katinka a 200m vegyesúszás döntőjében a 8. helyet szerezte meg.
Sors Tamás a 2008-as és a 2012-es paralimpiai játékokon egyaránt aranyérmet szerzett S9 kategóriában 100 méter pillangóúszásban (2008-ban a magyar csapat egyetlen aranyérmese lett). Ezen a számon 2010-ben világbajnok, 2009-ben rövidpályás világbajnok lett.
A 2018. téli olimpiai játékokon Phjongcshangban a férfi gyorskorcsolya váltó megszerezte Magyarország első téli olimpiai aranyérmét. A váltó tagjai közül Burján Csaba és Knoch Viktor is pécsi.